# Ligdan Khan
Ligdan Khan (1592-1634) was de laatste keizer van de Mongoolse Noordelijke Yuan-dynastie.

## Achtergrond

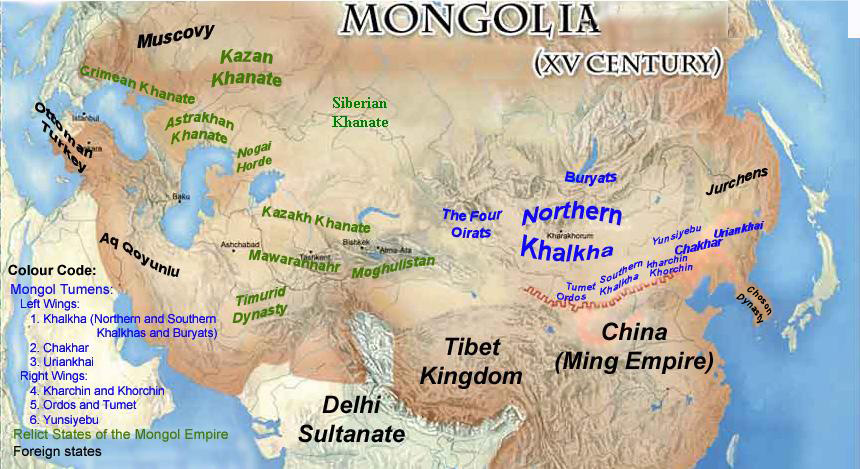
Verschillende volken in Azië rond 1500

In 1368 viel in China de Mongoolse Yuan-dynastie die werd opgevolgd door de Chinese Ming-dynastie. De meeste Mongoolse stammen keerden terug naar hun oorspronkelijke leefgebieden.
De keizerlijke Mongoolse dynastie bleef bestaan en werd voortgezet als de Noordelijke Yuan-dynastie. De titel khagan was voorbehouden aan de nazaten van Dzjengis Khan. Die nazaten waren allen te vinden in de stamfederaties van de oostelijke Mongolen. De laatste keizer van deze dynastie was Ligdan Khan.
Gedurende het grootste deel van de periode van deze dynastie waren de keizers niet in staat om ook echt macht als keizer uit te oefenen. Er was voortdurend sprake van een machtsstrijd en interne gevechten evenals oorlogen met de westelijke Mongolen, zoals de Oirat. Die factoren waren zo destructief voor het prestige van de keizerlijke familie, dat de Oirat- Mongool Esen tayisi (?-1455), de eerste grote leider van de Dzjoengaren, in staat was zichzelf uit te roepen tot keizer, hoewel hij geen aanspraak kon maken op de afstamming van Dzjengis Khan.
Daarna was er weer een zekere opleving van wettig keizerschap in handen van afstammelingen van Dzjenghis Khan onder Dayan Khan. Aan het eind van de 15e eeuw slaagde Dayan Khan (1464 - 1543) er in de stammen van de oostelijke Mongolen weer te verenigen. Na zijn dood werd het rijk echter alweer verdeeld in apanages onder zijn negen zonen. In toenemende mate werd daarbij het gebied van de Chahar-Mongolen het grootste deel van de huidige Chinese provincie Binnen-Mongolië, het persoonlijke apanage van de keizer. De leiders van de apanages fungeerden in de praktijk als de facto gelijken van de keizers. De keizer werd dan ook langzamerhand bekend onder de naam Keizer van de Chahar-Mongolen.

## Optreden van Ligdan Khan
Ligdan Khan was de laatste Mongoolse heerser die een groot deel van de oostelijke stamfederaties - tijdelijk - weer wist te verenigen. Rond 1615 had hij dit voor een belangrijk deel gerealiseerd. Zoals wel meerdere Mongoolse heersers realiseerde ook hij zich op rationeel niveau dat er meer dan alleen militaire kracht noodzakelijk was zijn heerschappij een meer blijvend karakter te geven.
Net als andere Mongoolse heersers zocht Ligdan Khan dat vooral in de verdere verbreiding van het Tibetaans boeddhisme onder zijn onderdanen. In 1626 liet hij de eerste complete Mongoolse vertaling van de kangyur, de canon van het Tibetaans boeddhisme, in een blokdruk uitkomen.
In een soort voorwoord wordt duidelijk, dat Ligdan Khan dat vooral ook deed ter verhoging van zijn eigen prestige. Hij schreef dat hiermee een grote stap is gezet in de verdere beschaving van de Mongolen onder zijn leiderschap als Heer van de Giften. Litarair-historisch onderzoek uit de 20e eeuw heeft overtuigend aangetoond, dat het hier geen nieuwe vertaling betrof. Er werd een zeer aanzienlijke hoeveelheid vervalste colofons aangetroffen in de boeken. De realiteit is dan ook, dat Ligdan Khan een min of meer bijeengeraapte compilatie van reeds eerder vertaald en gedrukt werk liet maken en vervolgens massaal nieuwe colofons liet vervalsen.
Net als bij alle andere Mongoolse heersers en stammen in de 17e eeuw moet de geschiedenis van Ligdan Khan gezien worden tegen de achtergrond van de opkomst van de Mantsjoes. Een alliantie tegen de oprukkende Mantsjoes met de Ming-dynastie zou logisch geweest zijn. Een dergelijke alliantie kwam in 1618 tot stand. Ligdan Khan kreeg hierbij de taak van bescherming van de noordelijke grens van het rijk van de Ming-dynastie tegen de Mantsjoes in ruil voor aanzienlijke subsidies. Na een aantal jaren was Ligdan Khan echter ontevreden over de omvang van de subsidies en organiseerde plundertochten diep in het Chinese binnenland.

## Bronnen over Ligdan Khan

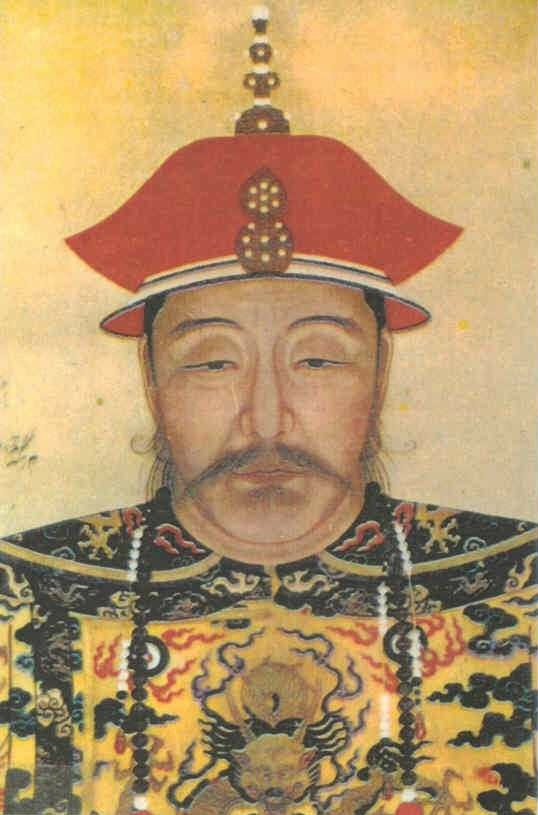
Nurhaci

## Het einde van Ligdan Khan

Binnen-Mongolië